# Julia Jentsch
Julia Jentsch (n. 20 februarie 1978) este o actriță germană, premiată cu Ursul de Argint, Premiul Academiei Europene de Film și Premiul Lola. Ea este cunoscută pentru rolurile Sophie Scholl din Sophie Scholl – The Final Days, Jule din The Edukators și Liza din În slujba regelui Angliei.

## Career
Jentsch s-a născut într-o familie de avocați din Berlin și a început studii de actorie la Hochschule Ernst Busch, o universitate de teatru. Primul său rol principal a fost în filmul The Edukators (2004), în care a jucat cu Daniel Brühl. 
Jentsch a intrat în atenția cinefililor în rolul principal din filmul Sophie Scholl – The Final Days (2005), care a fost nominalizată pentru Premiul Oscar pentru cel mai bun film străin. Într-un interviu, Jentsch a spus că rolul a fost "o onoare". Pentru rolul Sophie Scholl ea a câștigat Premiul pentru cea mai bună actriță la Premiile Academiei Europene de Film, premiul pentru cea mai bună actriță la Premiul Filmului German (Premiul Lola), precum și Ursul de Argint pentru cea mai bună actriță la Festivalul Internațional de Film de la Berlin.

## Filmografie selectivă
- Angry Kisses (1999)
- Julietta (2001)
- Getting My Brother Laid, aka My Brother the Vampire (2001)
- The Edukators (2004)
- Tatort (TV) (2004)
- Downfall (2004)
- Schneeland (2005)
- Sophie Scholl – The Final Days (2005)
- The Crown Prince (TV) (2006)
- În slujba regelui Angliei (2006)
- Suddenly Gina (TV) (2007)
- 33 Scenes From Life (2008)
- Effi Briest (2009)
- Tannöd (2009)

## Premii

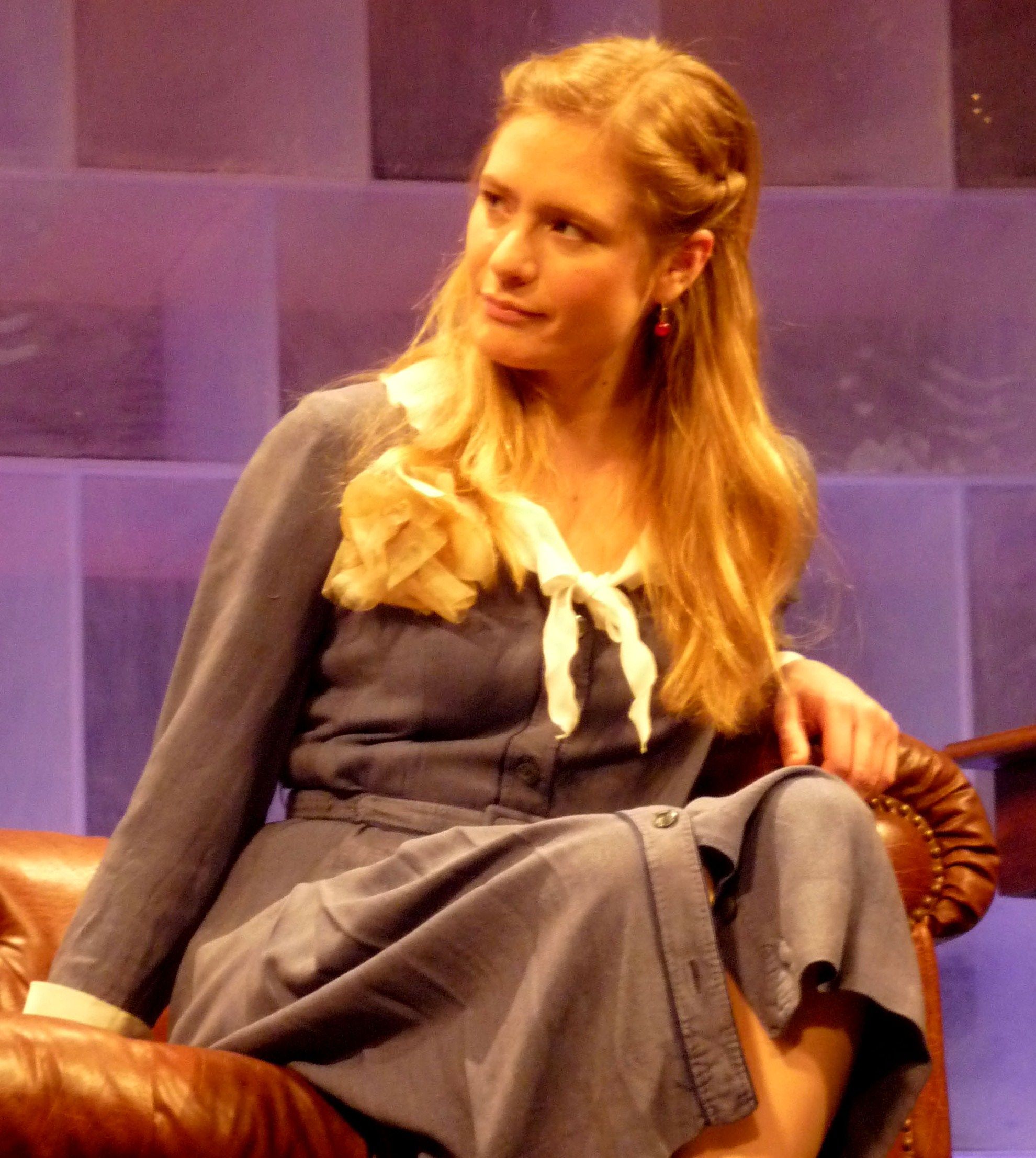
Julia Jentsch ca Major Barbara

- 2000 : Premiul Max-Rheinhardt pentru Perșii (teatru)
- 2002 : Cea mai bună actriță tânără - premiu decernat de revista Theater Heute
- 2004 : Premiul Bavarez de Film pentru cea mai bună tânără actriță pentru rolul din The Edukators
- 2005 : Premiul pentru cea mai bună actriță la Premiul Filmului German (Deutscher Filmpreis) pentru interpretarea rolului Sophie Scholl.
- 2005 : Ursul de Argint pentru cea mai bună actriță la Festivalul Internațional de Film de la Berlin pentru rolul Sophie Scholl în Sophie Scholl – The Final Days
- 2005 : Premiul Academiei Europene de Film pentru rolul din filmul Sophie Scholl – The Final Days